# Augusto Zampini
Augusto Zampini-Davies (25 de julio de 1969, Buenos Aires) es un sacerdote católico argentino. Estudió Derecho en la Universidad Católica Argentina, y se desempeñó como abogado para bancos y empresas multinacionales. En 2004, fue ordenado sacerdote. Luego de estudiar Teología Moral, obtuvo un máster en Desarrollo Internacional en la Universidad de Bath, un doctorado en Teología en la Universidad Roehampton de Londres y un posdoctorado en Cambridge. Además, en 2023 finalizó un máster en Política, Derecho y Gestión Ambiental en la Universidad Austral, y desde el 2024 se desempeña como docente de la cátedra de Fundamentos Filosóficos de la Problemática Ambiental. 
Desde 2020 es Subsecretario del Dicasterio para el Servicio del Desarrollo Humano Integral del Vaticano, que está presidido por el Cardenal Peter Turkson.
También es Secretario Adjunto de la Comisión Vaticana COVID-19, que el Papa Francisco instituyó el 20 de marzo de 2020, para proponer soluciones a los problemas socioeconómicos que la pandemia de coronavirus traería consigo.